# 甘肃天门冬
甘肃天门冬（学名：Asparagus kansuensis）是天门冬科天门冬属的植物，是中国的特有植物。分布于中国大陆的甘肃省等地，目前尚未由人工引种栽培。